# NGC 6343
NGC 6343 ist eine 13,8 mag helle kompakte Galaxie vom Hubble-Typ C im Sternbild Herkules und etwa 378 Millionen Lichtjahre von der Milchstraße entfernt.
Sie wurde am 21. April 1887 von Lewis A. Swift entdeckt.